# 백범수
백범수(1993년 8월 11일 ~ )는 대한민국의 배우이다.

## 출연작

### 영화
- 《호로마루》 (2018년) - 석현 역
- 《Designer》 (2017년) - 민석 역
- 《영원》 (2017년) - 형식 역
- 《남겨진이》 (2015년) - 남한군 역
- 《숨》 (2015년) - 인수 역
- 《앵초 어린시절의슬픔》 (2014년) - 준규 역

### 드라마
- 《일상다반애》(2016년 웹드라마) - 주환 역
- 《손 the guest》 (2018년, OCN) - 최민구 역
- 《김팀장의 이중생활》(2019년 웹드라마) - 정우성 역
- 《김팀장의 이중생활X버커루 특별편》(2019년 웹드라마) - 정우성 역

## 수상
- 2015년 대한민국 스타예술대상 영화부문 남자 신인상